# Islands (album của King Crimson)
| Đánh giá chuyên môn | Đánh giá chuyên môn |
| Nguồn đánh giá      | Nguồn đánh giá      |
| Nguồn               | Đánh giá            |
| ------------------- | ------------------- |
| Allmusic            | [ 1 ]               |
| Robert Christgau    | C                   |
| Rolling Stone       | (mixed)             |
| The Daily Vault     | B                   |

Islands là album phòng thu thứ tư của ban nhạc progressive rock King Crimson, phát hành tháng 12 năm 1971. Islands là album cuối cùng của nhóm trước khi bắt đầu bộ tam Larks' Tongues in Aspic, Starless and Bible Black và Red. Đây cũng là album cuối cùng với phần lời do Peter Sinfield sáng tác.

## Track listing
Tất cả nhạc phẩm được sáng tác bởi Robert Fripp, tất cả phần lời được viết bởi Peter Sinfield.
| Mặt một | Mặt một                     | Mặt một    |
| STT     | Nhan đề                     | Thời lượng |
| ------- | --------------------------- | ---------- |
| 1.      | "Formentera Lady"           | 10:18      |
| 2.      | "Sailor's Tale" (không lời) | 7:29       |
| 3.      | "The Letters"               | 4:28       |

| Mặt hai | Mặt hai                                            | Mặt hai    |
| STT     | Nhan đề                                            | Thời lượng |
| ------- | -------------------------------------------------- | ---------- |
| 4.      | "Ladies of the Road"                               | 5:31       |
| 5.      | "Prelude: Song of the Gulls" (không lời)           | 4:14       |
| 6.      | "Islands"                                          | 9:15       |
| 7.      | Chưa có tiêu đề (track ẩn, bắt đầu 1 phút sau khi) | 1:36       |

| Track đi kèm lần kỷ niệm 40 năm phát hành | Track đi kèm lần kỷ niệm 40 năm phát hành                      | Track đi kèm lần kỷ niệm 40 năm phát hành |
| STT                                       | Nhan đề                                                        | Thời lượng                                |
| ----------------------------------------- | -------------------------------------------------------------- | ----------------------------------------- |
| 7.                                        | "Islands" (studio run through with oboe prominent)             | 2:02                                      |
| 8.                                        | "Formentera Lady" (Take 2)                                     | 2:23                                      |
| 9.                                        | "Sailor's Tale" (Alternate mix/edit) (Fripp)                   | 3:37                                      |
| 10.                                       | "A Peace Making Stint Unrolls" (Previously unreleased) (Fripp) | 3:55                                      |
| 11.                                       | "The Letters" (Rehearsal/outtake)                              | 2:43                                      |
| 12.                                       | "Ladies of the Road" (Robert Fripp & David Singleton remix)    |                                           |

| Track đi kèm lần kỷ niệm 40 năm phát hành DVD-A ("Routes to Islands"/"Additional Tracks: Assorted Ladies") | Track đi kèm lần kỷ niệm 40 năm phát hành DVD-A ("Routes to Islands"/"Additional Tracks: Assorted Ladies") | Track đi kèm lần kỷ niệm 40 năm phát hành DVD-A ("Routes to Islands"/"Additional Tracks: Assorted Ladies") |
| STT | Nhan đề | Thời lượng                                                                                                 |
| --- | --- | --- |
| 13. | "Pictures of a City" (Islands Lineup Rehearsal)                                                            | |
| 14. | "Sailor's Tale" (Islands Lineup Rehearsal) (Fripp)                                                         | |
| 15. | "Islands" (Fragment: Robert Fripp Reference Cassette - Mellotron on Vibes Setting)                         | |
| 16. | "Formentera Lady" (Rough Mix)                                                                              | |
| 17. | "Sailor's Tale" (Rough Mix) (Fripp)                                                                        | |
| 18. | "Drop In" (Early Rehearsal by Islands Lineup) (Fripp, Michael Giles, Greg Lake, Ian McDonald)              | |
| 19. | "The Letters" (Live at Plymouth)                                                                           | |
| 20. | "Sailor's Tale" (Live at the Zoom Club) (Fripp)                                                            | |
| 21. | "Ladies of the Road" (Robert Fripp & David Singleton remix)                                                | |
| 22. | "Ladies of the Road" (Take 5)                                                                              | |
| 23. | "Formentera Lady" (Take 1)                                                                                 | |
| 24. | "Formentera Lady" (Take 3)                                                                                 | |
| 25. | "Formentera Lady" (Take 4)                                                                                 | |

## Thành phần tham gia
King Crimson - sản xuất
- Robert Fripp – guitar, mellotron, harmonium (6), sundry implements
- Peter Sinfield – lời, sounds and visions, cover design & painting
- Mel Collins – saxophone, flute, bass flute (6), hát nền
- Ian Wallace – trống, percussion, hát nền
- Boz Burrell (credited as "Boz") – bass, hát chính, choreography

Thành phần khác
- Paulina Lucas – soprano vocals (1)
- Keith Tippett – piano
- Robin Miller – oboe
- Mark Charig – cornet
- Harry Miller – contrabass (1, 6)
- Uncredited musicians – dàn dây (5, 6)
- Andy Hendrikson - thu âm & kỹ thuật
- Tony Arnold - master
- Vick & Mike - trang thiết bị
- Robert Ellis - nhiếp ảnh